# Peter Terson
Peter Terson, eigentlich Peter Patterson (geboren am 24. Februar 1932 in Newcastle upon Tyne; gestorben am 8. April 2021), war ein britischer Dramatiker.

## Leben
Peter Terson besuchte von 1956 bis 1958 das Redland Teacher Training College in Bristol und arbeitete zehn Jahre als Sport- und Geschichtslehrer in einer Schule bei Littleton, Distrikt Wychavon, Worcestershire, an der er mit seinen Schülern auch Theaterprojekte durchführte. Er wurde dann freier Autor und hat neben Theaterstücken, die zunächst vorwiegend in den Midlands in Stoke-on-Trent ihre Premiere hatten, auch für das Radio und das Fernsehen geschrieben, das ihn dann auch als Serienautor verpflichtete. Er hat frühzeitig Themen wie Fußballhooliganismus, Gewalt an Schulen oder auch Hormonvergiftung durch Fleischverzehr aufgenommen. Seine sozialrealistischen Arbeiten, die in der Tradition der Angry Young Men aus den 1950er Jahren zu sehen sind, wurden insbesondere in den 1970er Jahren auf der Bühne aufgeführt und im Fernsehen gesendet. Sein Stück Strippers schaffte es in den 1980er Jahren auch auf die Unterhaltungsbühnen des Londoner West Ends.

## Zigger Zagger
In der Bundesrepublik Deutschland wurde die deutschsprachige Erstaufführung des Jugendstücks Zigger Zagger durch die Städtischen Bühnen Heidelberg 1969 zum Berliner Theatertreffen eingeladen. Es hatte in Heidelberg für einen veritablen Theaterskandal der 1968er Jahre gesorgt, da der Regisseur Hans Neuenfels die Fußballhooligans auf der Bühne O Haupt voll Blut und Wunden und die deutsche Nationalhymne, jeweils im Text abgewandelt, grölen ließ. Neben fünfzig Heidelberger Schülern waren unter den Schauspielern Elisabeth Trissenaar, Lore Stefanek, Ulrich Wildgruber und Gottfried John. Tersons „gutartiges“ Stück war für das Amateurtheater National Youth Theatre London geschrieben worden, das es 1968 bei den Berliner Festwochen zeigte. In der Originalversion wurde mit „God Save Our Gracious Team“ die Nationalhymne verballhornt, in der deutschsprachigen Heidelberger Version hieß es „Fußball, Fußball über alles“.

## Stücke (Auswahl)
- Eine Nacht, dass die Engel weinen, Kiepenheuer & Witsch, Köln 1967 (A Night to Make the Angels Weep, 1964. "New English Dramatists 11", Penguin, London, 1967)
- The Mighty Reservoy, 1964. New English Dramatists Vol. 14, Penguin, London, 1970. Het machtig reservoir (1974) (TV)
- Mooney’s Wohnwagen, Kiepenheuer und Witsch, Köln 1970 (Mooney and his caravans, 1966. Penguin Plays)
- The Ballad of the Artificial Mash, 1967
- Zicke-Zacke. Programmheft, Theater Bremen, Bremen 1968 (Zigger Zagger, 1967. Penguin, London, 1970)
- Moby Dick, Bearbeitung, 1972
- Stripperinnen, Nyssen & Bansemer, Köln 1986 (Strippers, 1984. Amber Lane Press, Oxford, 1985)